# دون ميلر (محامي)
دون ميلر (بالإنجليزية: Don Miller)‏ هو لاعب كرة قدم أمريكية ومحامي أمريكي، ولد في 29 مارس 1902 في ديفايانس في الولايات المتحدة، وتوفي في 28 يوليو 1979 في كليفلاند في الولايات المتحدة.

## وصلات خارجية
- دون ميلر على موقع IMDb (الإنجليزية)
- دون ميلر على موقع الموسوعة البريطانية (الإنجليزية)
- دون ميلر على موقع قاعدة بيانات الفيلم (الإنجليزية)